# Johann Georg von Zimmermann

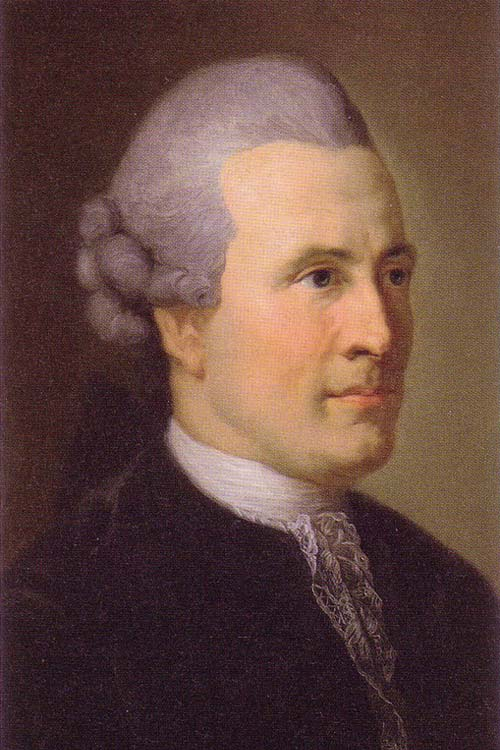
Johann Georg Zimmermann

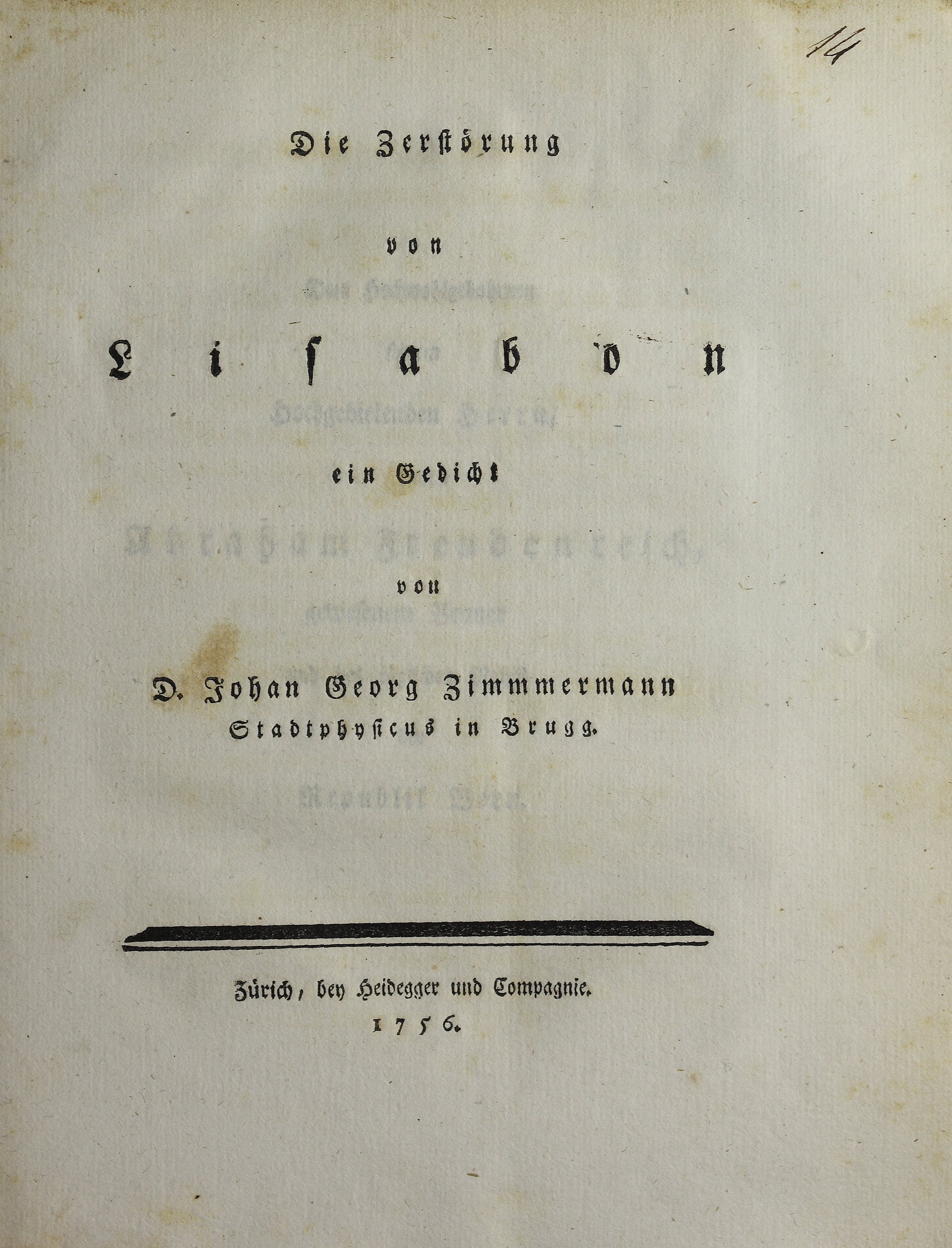
Die Zerstörung von Lisabon (1756)

Johann Georg Zimmermann, sinds 1786 Johann Georg (Ridder) von Zimmermann (Brugg, 8 december 1728 - Hannover, 7 oktober 1795) was een Zwitserse arts en filosoof, die sinds 1768 in Hannover werkte, een Duits vorstendom met destijds door een personele unie van meerdere opeenvolgende generaties de Britse koning als keurvorst.

## Levensloop
Johann Georg Zimmermann was het kind van Johannes Zimmermann en Johanna Pache. Hij was sinds 1766 gehuwd met Susanna Katharina Steck; zij kregen hun dochter Katharina von Zimmermann (1756–1781). Na de dood van zijn dochter trouwde hij met Luise Margarethe von Berger (1755–1826), die later zijn landgoed beheerde.
Zimmermann studeerde eerst retorica, geschiedenis en filosofie in Bern, daarna geneeskunde in Göttingen. Daar was hij vanaf 1747 een leerling van zijn Zwitserse landgenoot Albrecht von Haller, voor wie hij veel ontzag had. Nadat hij in 1751 in Göttingen was gepromoveerd, maakte hij studiereizen naar Leiden en Parijs, Daarna werd hij van 1752 tot 1754 huisarts in Bern en vanaf 1755 in zijn geboorteplaats Brugg (destijds nog in het Zwitserse kanton Aarau).
In Göttingen behaalde hij de graad van doctor in de geneeskunde, en vestigde hij zijn reputatie met het proefschrift De irritabilitate (1751). Na een reis door Nederland en Frankrijk, oefende hij een praktijk uiy als stadsarts in Brugg, waar hij tevens zijn eerste filosofische werken schreef. Vooral zijn werken over eenzaamheid en nationalisme maakten indruk maakten en verschenen ook vertaald in het buitenland.
Zimmermanns karakter werd gekenmerkt door een vreemde combinatie van sentimentalisme, melancholie en enthousiasme. Door de vrije en excentrieke uitdrukking van deze eigenschappen genoot hij de belangstelling van zijn tijdgenoten als een markant persoon.
In 1755 begon zijn uiterst vruchtbare carrière als schrijver met de publicatie van de biografie van zijn leermeester, Das Leben des Herr von Haller. In 1760 werd hij verkozen tot buitenlands lid van zowel de Beierse Academie van Wetenschappen als de Pruisische Academie van Wetenschappen. 
In 1768 vestigde hij zich in Hannover als lijfarts van George III. Catharina II nodigde hem uit aan het hof van Sint-Petersburg, maar deze uitnodiging sloeg hij af.
In 1770 werd hij buitenlands lid van de Academie van Wetenschappen in Göttingen 
Hij stond Frederik de Grote bij tijdens diens laatste ziekte en publiceerde na diens dood meerdere geschiften over hem, waarvan Über Friederich den Grossen und meine Unterredung mit ihm kurz vor seinem Tode ("Over Frederik de Grote en mijn gesprek met hem kort daarvoor" zijn dood", 1788) en het niet onomstreden Fragmente über Friedrich den Grossen ("Fragmenten over Frederik de Grote", 1790). 
Hij had een dochter genaamd Katharina von Zimmermann, die op haar twintigste stierf aan tuberculose, waarbij ook haar moeder en grootmoeder omkwamen.
In 1786 werd hij erelid van de Russische Academie van Wetenschappen in Sint-Petersburg.

## Benoeming te Hannover
Vanaf 1768 was hij de Royal British Councilor and Personal Physician in het Duitse Keurvorstendom Hannover aan het hof van George III, dat de laatste dertig jaar van zijn leven de werkplek werd. Het Duitse vorstendom Hannover werd door een zogeheten personele unie gedurende meerdere generaties achtereen geregeerd door de koning van Groot-Brittannië. Dit betrof de Britse koningen George I, George II en deze George III (de kleinzoon van voorgenoemde) die in 1801 tevens koning van Ierland zou worden en als wiens lijfarts Zimmermann diende. 
Het keurvorstendom Hannover (Duits: Kurfürstentum Hannover of kortweg Kurhannover) was een zogeheten electoraat van het Heilige Roomse Rijk: de vorst ervan maakte deel uit vab de leden van het kiescollege dat de heerser van het Heilige Roomse Rijk koos. Het was gelegen in het noordwesten van Duitsland en ontleende zijn naam aan de hoofdstad Hannover. Het stond formeel bekend als het Keurvorstendom Brunswijk-Lüneburg (Duits:Kurfürstentum Braunschweig-Lüneburg.na de Napoleontische oorlogen en de Franse bezetting van de Duitse landen zou Hannover vanaf 1814 een koninkrijk worden, met wederom een Britse monarch als vorst.
George III (1738–1820) had als typische vorst uit de tijd van de Verlichting vele interesses, waaronder techniek en wetenschap en de praktische toepassing daarvan (destijds nog veelal onder de noemer natural philosophy) en het verzamelen van wetenschappelijke instrumenten, waaronder als pronkstuk onder meer George Adam sr.'s Philosophical Table, dat eigenlijk meer een vernuftig apparaat was voor het uitvoeren van diverse natuurkundige experimenten. 
De ¨pure" filosofie als zodanig genoot minder de belangstelling van Zimmermanns broodheer George III: Zimmermann functioneerde aan diens hof in de hoedanigheid van arts; niet als wijsgeer. 
Desalniettemin vervulde George III graag de rol van mecenas van wetenschappers: onder meer ook van de astronoom William Herschel. Deze zou de faam krijgen de officiële ontdekker te zijn, op 13 maart 1781, van een zevende, voorheen onbekende planeet in het zonnestelsel. Deze planeet wilde deze ter ere van zijn weldoener "Georgium Sidus" noemen, maar sinds 1850 stond ze in de astronomie algemeen bekend onder de naam Uranus. 
Zimmermann werd ook arts en medisch adviseur van veel gekroonde hoofden. De Pruisische koning Frederik de Grote riep hem in 1786 naar Potsdam als gesprekspartner en arts. Zimmermann verbleef van 23 juni tot 11 juli 1786 in Potsdam en Sanssouci om Frederik te behandelen. Zijn aantekeningen over de voortgang van de behandeling en zijn gesprekken met de terminaal zieke patiënt publiceerde hij in 1788 onder de titel Over Frederik de Grote en mijn gesprekken met hem kort voor zijn dood.
Zimmermann ontmoette diverse malen de veelzijdige Duitse geleerde en schrijver Johann Wolfgang von Goethe.

## Publicaties
Zimmermann schreef over uiteenlopende onderwerpen, zowel filosofische als niet-fiosofische: zowel van medische als andere aard. Onder meer publiceerde hij Van der Erfahrung in der Arzneikunst, alsook over de verwoesting van Lissabon in november 1755 en over het levenseinde van de Pruissische vorst Frederik II.

### Filosofische publicaties
Zimmermann publiceerde als een der eerste filosofen over het opkomen verschijnsel nationalisme in het werk Vom Nationalstolze in 1756
Zimmermann is als filosofische auteur echter vooral bekend geworden doordat hij maar liefst driemaal een monografie wijdde aan het thema eenzaamheid. Daarin speelde het destijds tijdens de opkomst van de Romantiek populaire onderwerp melancholie een grote rol. 
Zimmermann schreef deze drie werken over eenzaamheid in verschillende stadia van zijn leven, en de verschillen tussen deze werken weerspiegelen zowel zijn persoonlijke ontwikkeling als de evolutie van zijn denken. Zijn drie werken maken duidelijk dat eenzaamheid niet alleen hoeft te worden bezien als een negatief fenomeen van sociale isolatie van een individu met schadelijke effecten op de geestelijke gezondheid, ofschoon hij hierom wel de noodzaak van sociale interactie voor het welzijn van de mens benadrukt: de mens is een wezen met een drang naar Geselligkeit. Hij erkent echter tevens dat eenzaamheid ook positieve aspecten kan hebben, zoals de mogelijkheid tot zelfreflectie en innerlijke groei. 
Hij merkt op dat in het Engels voor een positief ervaren alleen-zijn de term solitude gebezigd worst, in tegenstelling tot de term loneliness die er algemeen gebruikt wordt om een negatief-ervaren alleen-zijn aan te duiden, sociale isolotie. Dit Engelse woord “solitude” is afgeleid van het Latijnse “solitudo” en komt reeds voor in het werk van Geoffrey Chaucer. Zie over dit onderscheid verder hieronder, onder het kopje ¨Twee vormen van eenzaamheid¨.
Eenzaamheid kan in diverse vormen dan ook als een inherent onderdeel van de menselijke ervaring worden beschouwd, dat kan bijdragen aan een dieper begrip van de menselijkheid. Deze verschuiving in perspectief van een louter negatieve naar een meer genuanceerde en veelzijdige benadering van eenzaamheid die hij behandelt in zijn derde werk getuigt van zijn veranderende visie op de menselijke conditie.
Overigens was er reeds eerder ook door belangrijke denkers over dat onderwerp eenzaamheid geschreven, onder wie door de Romeinse filosoof Senea en door de door Zimmermann bewonderde Petrarca. De drie werken van Zimmermann waren echter de eerste meer uitgebreide studies die verschenen tijdens de Verlichting, waarin bijvoorbeeld ook Jean-Jacques Rousseau eenzame wandelingen maakte, om in een gezochte en als positief ervaren eenzaamheid op inspiratie voor ideeën te komen. later in de Romantiek zouden ook ander denkers en ook literaire schrijvers en dichters dit voorbeeld vormen (onder wie William Wordsworth, Charles Dickens, Virginia Woolf en Henry David Thoreau, en ook daarna nog: het bekendste voorbeeld werd Friedrich Nietsche die daarvoor zelfs het hooggebergte opzocht en over een zogenaamde Philosophie des Wanderers: een motief dat voor hem even fundamenteel zou zijn als zijn bekende concepten van de Wille zur Macht en de Übermensch.
Hoewel zijn werke kenmerken vertoonden van de Verlichting en het rationalisme. zou Zimmerman zich aan het eind van zijn leven van de culturele en filosofische stroming van de Verlichting afkeren.
Hoewel de drie werken zich allemaal toespitsen op dit thema, verschillen ze in hun benaderingen en focus. Terwijl de eerste twee werken tamelijk beknopt zijn, is het derde en afsluitendewerk een uitgebreid meesterwerk, dat bestaat uit 1600 pagina's, verdeeld over vier delen.
Volgens de Zweedse filsoof Lars Svendsen, die in zijn A Philosophy of Loneliness (in het Engels verschenen in 2017; oorspronkelijk als Ensomhetens Filosofi in 2015) was Zimmermann een van de eerste denkers over het inderwerp eenzaamheid die en, echter zonder er een terminologie voor te ontwikkelen, duidelijk onderscheid maakten tussen twee uiterste vormen van alleen-zijn, twee vormen van eenzaamheid waarin de taal tekortschoot: namelijk enerzijds de positieve, door het individu gewenste en als inspirerend en vaak als een voorwaarde voor creativiteit ervaren eenzaamheid en anderzijds de negatieve eenzaamheid die ervaren wordt als een verlaten of verstoten zijn.

### 1756:Betrachtungen über die Einsamkeit
Het eerste werk van Zimmermann over eenzaamheid, Betrachtungen über die Einsamkeit. is een klein boekje, dat in 1756 nog in Zwitserland werd gepubliceerd, voordat hij in Duitsland lijfarts zou worden van meerder vorsten. Het bevat een verzameling filosofische, moraal-pedogische en religieuze benadering over het onderwerp in aforistische vorm. Hierin zijn reeds aanzetten herkenbaar voor benaderingen die Zimmermann in zijn volgende werken en met name in zijn afsluitende derde werk verder uitwerkte.

### 1773:Von der Einsamkeit
Het tweede werk van Zimmermann over eenzaamheid Von der Einsamkeit werd in 1773 gepubliceerd te Leipzig in het hertogdom Saksen dat destijds deel uitmaakte van Thüringen. Dit tweede geschrift over hetzelfde onderwerp was minder volledig en stilistisch van mindere kwaliteit dan zijn eerste, maar inhoudelijk sterker, mede door zijn daarin tevens behandeld onderscheid tussen enerzijds de bij de mens als sociaal wezen herkenbare drang naar Geselligkeit als tegenpool van anderzijds de gewilde en de ongewilde eenzaamheid. Tevens gaat hij daarin in op het fenomeen kluizenaar en heremiet  in diverse culturen en religies: voor hem was de ascese een verwerpelijke vorm van eenzaamheid, waarover hij in een polemiek zou geraken met Jacob Hermann Obereit, een landgenoot die eveneens arts en filosoof was en auteur van Die Einsamkeit der Weltüberwinder nach inneren Gründen erwogen, von einem lakonischen Philanthropen dat in 1781 in Leipzig zou verschijnen.

### 1784/1785:Über die Einsamkeit
Het derde werk van Zimmermann, ook wel aangehaald onder de titel Über Gesellschaft und Einsamkeit is het meest uitgebreide en complexe werk van de drie. Het bestaat uit vier delen en omvat totaal van 1600 pagina's biedt. Dit werk bevat een diepgaande verkenning van eenzaamheid en behandelt een breed scala aan onderwerpen. In het geheel genomen is Zimmermanns derde werk over eenzaamheid een uitgebreide en diepgaande analyse van het onderwerp. Met behulp van filosofische, psychologische, sociologische en spirituele perspectieven probeert hij een grondige en holistische kijk op eenzaamheid te bieden.
Hoewel de drie werken zich allemaal toespitsen op dit thema, verschillen ze in hun benaderingen en focus. Terwijl de eerste twee werken tamelijk beknopt zijn, is het derde werk een uitgebreid meesterwerk dat bestaat uit 1600 pagina's verdeeld over vier delen.
Met namde deze drie werken maakten Zimmermann alom bekend onder de Europese intelligentsia. De Russische keizerin Catharina II verhief hem in 1786 tot ridder in de Orde van St.Wladimir Ze nodigde hem ook uit naar haar hof in Sint-Petersburg, een uitnodiging die hij echter niet accepteerde.
In de laatste jaren van zijn leven zou Zimmermann een uitgesproken tegenstander van de Verlichting worden, die zijns inziens zou hebben geleid tot het bloedbad van de Franse Revolutie.

## Twee vormen van eenzaamheid¨
Zimmermann ontwikkelde in zijn studies over eenzaamheid dat er feitelijk tussen minstens twee vormen ervan onderscheid kan worden gemaakt, nuances waarin het vocabulaire van vele talen (onder meer zijn eigen taal, het Duits) tekortschiet.
Hij merkte op dat er bij het menselijk individu enerzijds een neiging tot prettige saamhorigheid (Geselligkeit), maar dat dit  anderzijds een vaak tijdelijke behoefte kan koesteren aan juist het tegendeel ervan. Daarbij merkte hij op dat er in de Engelse taal wel een onderscheid wordt gehanteerd tussen een ongewenste, als negatief ervaren vorm van eenzaamheid en daarentegen ook een juist gewenste, als positief ervaren vorm eenzaamheid: respectievelijk ¨loneliness" (een deprivatie aan sociale contacten) en "solitude", begrippen die soms met elkaar verward worden, maar beiden wezenlijk verschillende kenmerken hebben.

### ¨Loneliness¨
Facetten van de door een individu als onprettig ervaren en ongewenste "loneliness" zijn vooral een (subjectief) gevoel van leegte en isolement, een gevoel van verlatenheid en alleen zijn in moeilijke tijden, die gepaard gaat met verdriet en melancholie,gebrek aan verbinding met anderen, emotionele pijn en een gevoel van gemis,angst en onzekerheid, een onaangenaam gevoel van afwijzing,isolatie en onbegrip, waarij een verlangen naar menselijk contact bestaat dat niet ofonvoldoende bevredigd wordt.
Deze vorm van eenzaamheid zou een negatieve impact hebben op de geestelijke gezondheid.

### ¨Solitude¨
Facetten van de door een individu juist als aangenaam ervaren en gewenste "solitude" zijn vooral de wens (in elk geval tijdelijk) vrijwillig alleen te zijn, om daarbij Innerlijke rust en kalmte te ervaren, ongehinderd door anderen reflectie en introspectie te beoefenen en de tijd te nemen voor bezinning en meditatie, het kunnen opdoen van Creatieve inspiratie, te werken aan
zelfontdekking en zelfbewustzijn en ruimte te ontwikkelen voor persoonlijke groei,onafhankelijkheid en zelfredzaamheid,
Deze vorm van (tijelijke) eenzaamheid wordt uiteindelijk vooral gekenmerkt door een gevoel van vrede en harmonie en een genieten van stilte en ruimte voor persoonlijke interesses.

## De studie uit 1932 van Maduschka
De Oostenrijkse alpinist en filosoof Leo Maduschka analyseerde in zijn dissertatie Das Problem der Einsamkeit im 18. Jahrhundert, im besonderen bei J.G. Zimmermann de complexiteit van het thema eenzaamheid in de context van de Verlichting en de daaropvolgende culturele veranderingen (de handelseditie van zijn dissertatie zou na zijn vroege dood door een bergsportongeval in de Dolomieten in 1933 in Duitsland woden gepubliceerd).
Maduschka stelde vast dat Zimmermanns benadering van eenzaamheid gedurende zijn drie belangrijkste werken zich ontwikkelde naargelang de toenmalige maatschappelijke en filosofische context. Hij benadrukte dat Zimmermann, in zijn eerste werk, de eenzaamheid voornamelijk als een negatieve ervaring beschouwde, die verband hield met sociale isolatie en geestelijke wanhoop. In zijn tweede werk erkende Zimmermann de waarde van eenzaamheid voor contemplatie en zelfontdekking, wat aansluit bij de bredere Verlichtingsidealen van individuele vrijheid en rationaliteit. Ten slotte positioneerde Maduschka Zimmermanns laatste werk in de context van opkomende romantische stromingen. Daarin werd de eenzaamheid tevens als een essentieel en waardenrijk aspect van de menselijke ervaring beschouwd. Maduschka's bevindingen benadrukten daarmee de evolutie van de betekenis van het begrip eenzaamheid in de 18e eeuw. Daarbij zag hij Zimmermanns werken als belangrijke schakels in het begrijpen van de culturele en filosofische verschuivingen van zijn tijd.

### Vertalingen
In de 19e eeuw verschenen enkele Engelse vertalingen van Zimmermanns werken over eenzaamheid:
- Solitude or The effect of occasional Retirement (in twee delen in 1800)
- Solitude; In Two Parts (1840)